# Jean Elizabeth Hampton
Jean Elizabeth Hampton (1 de junho de 1954 - 2 de abril de 1996) foi uma filósofa política norte-americana. 

## Trabalho
Ela subscreveu a teoria da punição da "educação moral", onde o objetivo é primeiro educar o criminoso e depois educar a sociedade sobre a ação moralmente errada que foi feita pelo criminoso. Esta teoria não tolera a punição infligida pela 'dor', nem acredita que o encarceramento seja sempre a resposta. A teoria afirma que todos os criminosos, mesmo que tenham prejudicado a sociedade, ainda são devidos aos direitos autônomos que lhes são garantidos pelo Estado, e é dever do Estado zelar pela educação moral do criminoso da melhor maneira possível.
Mais tarde, ela apoiou a expressiva teoria da retribuição (veja seu artigo "An Expressive Theory of Retribution" de Retributivism and Its Critics, ed. Wesley Cragg. Franz Steiner, 1992).
Hampton estava em uma licença sabática em Paris com seu marido, Richard Healey, professor de filosofia da Universidade do Arizona, quando sofreu uma hemorragia cerebral em 29 de março de 1996. Ela morreu três dias depois como resultado de complicações dessa hemorragia. Ela tinha 41 anos.

## Publicações selecionadas

### Livros
- Hampton, Jean (1986). Hobbes and the social contract tradition. Cambridge New York: Cambridge University Press. ISBN 9780521261845
- Hampton, Jean; Copp, David; Roemer, John E. (1993). The idea of democracy. Cambridge New York: Cambridge University Press. ISBN 9780521483261
- Hampton, Jean (1997). Political philosophy. Boulder, Colorado: Westview Press. ISBN 9780521556149
- Hampton, Jean (1998). The authority of reason. Cambridge New York: Cambridge University Press. ISBN 9780813308586
- Hampton, Jean (author); Farnham, Daniel (editor) (2007). The intrinsic worth of persons: contractarianism in moral and political philosophy. Cambridge New York: Cambridge University Press. ISBN 9780521673259

### Capítulos de livros
- Hampton, Jean (1996), «The case for feminism», in:  Leahy, Michael; Cohn-Sherbok, Dan, The liberation debate: rights at issue, ISBN 9780415116947, Routledge, pp. 3–24.
- Hampton, Jean (2005), «Feminist contractarianism», in:  Cudd, Ann E.; Andreasen, Robin O., Feminist theory: a philosophical anthology, ISBN 9781405116619, Oxford, UK Malden, Massachusetts: Blackwell Publishing, pp. 280–301.